# Goes pulverulentus
Goes pulverulentus är en skalbaggsart som först beskrevs av Samuel Stehman Haldeman 1847.  Goes pulverulentus ingår i släktet Goes och familjen långhorningar. Inga underarter finns listade i Catalogue of Life.